# Mahalapye
Mahalapye – miasto w południowo-wschodniej Botswanie, w dystrykcie Central. Około 39 tys. mieszkańców. Miejscowość położona jest przy głównej drodze łączącej stolicę Botswany – Gaborone z drugim co do wielkości miastem – Francistown.